# ワイルドアームズ
『ワイルドアームズ』（WILD ARMS）はメディア・ビジョンが開発しソニー・コンピュータエンタテインメント（SCE）が販売したPlayStation用ロールプレイングゲーム。

## 概要
シリーズの第1作であり、SFと西部劇を融合させた世界観は後の作品にも受け継がれた。『ポポロクロイス物語』『アークザラッド』とともにSCE三大RPGの一作である。
2003年11月27日に『ワイルドアームズ アルターコード:エフ』としてPlayStation 2で大幅な改修を受けてリメイクされた。
帯のフレーズは「誰もが初めて体験するバトルシーン、RPG新世代を切り開く話題作の登場！」。
トータルゲームデザイン&シナリオは金子彰史。音楽はなるけみちこ。
アクション系の操作は「調べる」「物を押す」「つかむ」「壊す」「投げる」「走る」「人と話す」など全て同じボタンで行うものとしてシンプルにまとめられている。

## 町の設備
ショップ
武器、防具、道具屋に分かれている。装備品は見ただけで、どのキャラクターが装備できるか、その場合にパラメータのアップする数値の情報がわかるようになっている。
宿屋
一晩泊まれば体力が全回復する。アームの弾の補給も可能。
マジックギルド
本作では4種の紋章を組み合わせて魔法を作って手に入れる。その組み合わせと解体を行うための場所となる。解体したものを再度組み合わせることも可能となる。
礼拝堂
戦闘などで受けた毒、病気、魔力封印、麻痺、混乱、忘却、バッドオーメン、フラッシュなどのステータス異常をガーディアンの祝福によって治してくれる。
メモリーバード
宿屋の前などにいる赤い鳥。セーブポイントであり操作キャラクターの変更場所でもある。

## ストーリー
かつてこの世界「ファルガイア」の支配を目論んだ「魔族」という存在がいた。故郷である星を失ったため、ファルガイアを第二の故郷にするべく侵攻を開始。世界を守るべく「人間」「守護獣」「エルゥ」の3種族は協力して魔族と戦い、その結果「ガーディアンブレード」を生み出し魔族との戦いに勝利。その代償としてファルガイアは荒廃した大地と化してしまった。しかし魔族は死滅したわけではなかった。生き残った魔族の幹部「ナイトクォーターズ」は母である「マザー」を復活させ、再びファルガイアの覇権を狙わんとしていた。
強過ぎる力を持った故に周囲から迫害されてきた少年ロディ。魔族に仲間たちを殺され、復讐のために「絶対たる力」を求める青年ザック。公女という立場から誰も自分自身を見てくれない（愛してくれない）と偏見を抱く少女セシリア。「ひとりぼっち」だった3人の運命はやがて一つに重なり、魔族の目的を挫くべく協力して旅立つことに。一行は魔族との戦いで製造された兵器「ゴーレム」の一つを入手する。それは「神々の砦」の異名を冠するゴーレム「アースガルズ」だった。どうやっても起動しなかったが、セシリアの想いに呼応するようにアースガルズは目覚め彼女たちの仲間となった。
一方、ナイトクォーターズは着々とマザー復活の準備を進め、ついにマザーが目覚めてしまう。しかしナイトクォーターズは驚くべき事実をマザーの口から聞かされる。母星を滅ぼしたのは他ならぬマザーであり、ファルガイアも滅ぼすつもりだという。「滅びこそが幸福」をうたうマザーにとってナイトクォーターズも例外ではなく、世界を滅ぼした後は彼らも喰らうつもりだった。それを知ったナイトクォーターズのトップ・ジークフリードはマザーとロディたちを衝突させることで同士討ちを狙うが失敗。マザーは討伐されたがロディたちは窮地から脱し生き残った。その後、ジークフリードとの戦いの中、ロディは片腕を失ってしまう。実はロディは人間ではなく、魔族をベースにして生み出された戦闘兵器「ホムンクルス」であった。自分が人間ではないことを知り彼は心を閉ざし、意識が戻らない状態になってしまう。そんなロディを救うべくセシリアは彼に呼びかけ、その心に巣食っていた夢魔と対峙。ロディの心を閉ざさせていたのはこの夢魔だと知り、セシリアは夢魔を打ち破る。そして自分が誰も愛していなかったことに気づき、「誰かに愛されるためには、まずは自分が誰かを愛さなければならない」と考えるようになる。同時にロディに対する気持ちに気づき、彼を愛するようになる。
ザックは、想い人であり仲間であった女性エルミナが魔族に改造され敵となっていたことを知り苦悩。最も守りたかった存在を守れず、それどころか戦うことになった現実に翻弄される。しかしロディとセシリアという仲間の支えを受け、エルミナと決着をつけることを決意。互いに死力を振り絞った一騎討ちの末、ザックはエルミナに勝利。そして自分の中に「勇気」が芽生えていたことを知る。死の寸前にエルミナは、復讐のためではなく今の仲間とその未来を守るために剣を振るうことこそが「絶対たる力」——「勇気」であると語る。こうして絶対たる力を手にしたザックは復讐心と決別。過去に囚われることなくエルミナの犠牲を乗り越え、魔族との最終決戦に臨む。
その頃、ジークフリードはかつて守護獣が封印した天をも突く巨大な魔塔「カ・ディンギル」を復活させる。カ・ディンギルとは過去の大戦において秘密裏に建造されていた天体コロニー「マルドゥーク」への転送装置であった。ジークフリードはマルドゥークが持つ絶大な攻撃能力を利用しファルガイアを滅ぼさんとしていた。
一方、ロディもまた自分を受け入れてくれた仲間たちの触れ合いにより、誰よりも優しい「人の心」を手に入れていた。3人の絆はナイトクォーターズを次々と打ち破り、最終決戦の地「マルドゥーク」へと辿り着く。ついにジークフリードを追い詰めるが、その瞬間、彼は聖母にも似た巨大な女神の姿へ変異。実はマザーは滅びておらず、ジークフリードの体内に巣食うことで生き延びていた。既にジークフリードはマザーに喰らいつくされており、今までロディたちが戦っていたのは「ジークフリードであってそうでない、抜け殻」であった。完全復活を果たしたマザーは自ら「マザーフリード」と名乗り、マルドゥークの兵器によって自らが持つ闇をファルガイアに降り注がせ、光のない死の世界へと創り変える。そしてロディたちと最後の一戦を繰り広げる。しかし破壊の力では未来を掴むことはできず、ロディたちの持つそれぞれの想いによって今度こそ滅ぼされた。その想いの力は守護獣と共鳴し合い、マザーの現身である闇をも駆逐した。
戦いは終わりマルドゥークから脱出するべく一行は亜空間エレベーターを起動させる。その直後、死に行くマザーの肉塊から抜け出したジークフリードが追いかけてきた。彼は半壊した肉体と魔槍グラムザンバーを融合させることで「逆襲の刃ジークツヴァイ」として復活を果たし、ファルガイアとマルドークを隔てた亜空間を最期の決戦の場として勝負を挑んでくる。しかし「勝者となるために戦う」ジークツヴァイが「未来のために戦う」ロディたちに勝てるわけがなく敗北。亜空間にて散った。
しかし、不安定な亜空間で戦ったことにより負荷がかかり、それはカ・ディンギルの崩壊という形でロディたちに襲い掛かる。「勝者がいなければ敗者もいない」これこそがジークツヴァイの目的だった。カ・ディンギルの爆発からロディたちを守ってくれたのはアースガルズであった。アースガルズは自らの意志で駆けつけ、その防御能力を駆使して仲間たちを守り、機能を停止した。
戦いは終わり、ロディとザックはコンビを組んでファルガイアを旅していた。そこへ現れたのは故郷に帰ったはずのセシリアであった。彼女は公女としてではなく、ロディたちの仲間として生きることを決意し、あとのことは叔父に任せて追ってきた。こうして3人は平和となったファルガイアへと旅立っていった。

## キャラクター
声はドラマCD版のキャスト。

### プレイヤーキャラクター
ロディ・ラグナイト
本作の主人公。15歳。トラブルの解決を請け負って、その報酬で世界を旅する冒険者。その中でも銃火器などの機械兵器のアームを操る戦士でもある。過去の文明の遺産のアームは魔族の力とされることから禁じられているが、それを操ることから疎まれており、強い精神力も持っていることで次々と乗り越えている。アーム（ARM）と呼ばれる武器を使うことのできるガンウォリアー。使用武器は「剣」。ザックほどではないが剣の扱いもゼペットから教わっている。
アームを使うために必要なシンクロ率が並みの人間よりずば抜けて高い他、HP・防御力にも優れる。また、人間ならば誰しもが持っているはずの魔力をまったく有していないため、魔法に対する適正や抵抗力が全くないという特殊な体質をもつ。
心優しいが、「魔族の力」であるアームの使い手のため、人々から恐れられ拒絶されることもある。
一貫してセリフを喋らないが、グラフィック上で頷いたりして意思表示することはある。
ザック・ヴァン・ブレイス
声 - 安井邦彦
27歳。早撃ちと呼ばれる剣技の使い手ブレードスナッパー。攻撃力・素早さが共に高く、全編を通して戦闘の主力となる。使用武器は「剣」。
トレジャーハンターとして各地の遺跡を盗掘し、「絶対たる力」を探していた。
ハンペンというカゼネズミ（亜精霊）を相棒にしている。
口は悪く少々がさつな性格ではあるが、気さくな一面も。ある理由から王族が嫌いで、セシリアの正体を知った当初は突っぱねた態度を取っていたが、旅を続ける内にセシリアの真剣な行動を認める。
名前の由来はザック＝お荷物、ヴァン・ブレイス（篭手）。この名は偽名で、ゲームの進行に伴い過去が明かされる。
セシリア・レイン・アーデルハイド
声 - かかずゆみ
17歳。紋章（クレスト）から引き出した魔法を使うクレストソーサレスで、アーデルハイド公国の公女。守護獣と心を通じ合わせることのできる巫女でもある。オープニングでは眠りの中で「ガーディアンの巫女として名を捧げるように」と迫るように呼びかけられて戸惑う神秘的なものだが、本人はまだ巫女としての自覚がない。
修道院で寮生活を送っていたが、母の形見だった「涙のかけら」を取り戻すために魔族と戦う決意をした。
魔法を使うのに大量のエネルギーを費やすため、大食漢。特に焼きそばが好物で、大盛5人前（+お代わり付き）を一人で平らげる。
性格は気高くも明るく優しいので好かれやすいタイプだが自意識過剰で思い込みが激しい所がある。公女としての立場へのコンプレックスと寮生活のために長く両親と離れていたことから、周囲が自分に好感を持つのは自分の肩書きだと思い込み、自分の殻に閉じこもっている一面もある。
劇中では語られないが、ガーディアンとの交信能力も含めた素養・適正は全て、千年前の大戦期にアーデルハイドの始祖に施された遺伝子改造の恩恵であり、セシリアもまたこれを引き継いでいるに過ぎない（セシリア本人も含め、劇中登場人物の誰もがこの事実を知らない）。遺伝子改造処置は非常に高度なものであるため、千年の世代交代を経ていまだ引き継がれているが、この副作用あるいは技術的必然なのか、アーデルハイドの血脈は女性しか産まれない（産めない）という制約を抱えている。

### 仲間
ハンペン
声 - 松野太紀
4000歳以上（本来は400歳以上のはずだったが、誤植された年齢をそのまま公式設定に変えた）。名前は「竜巻」の意味を持つ。カゼネズミと呼ばれる亜精霊。ザックの相棒で主にザックへのツッコミをこなす。頭脳労働担当。
エマ・ヘットフィールド
38歳。アーデルハイドに住むアームマイスター。モデル並みのプロポーションを持つ美女。科学者としても非常に優秀で飛行艇を作れるほど。仕切り屋で人使いが荒い。
後にロディの祖父ゼペットの弟子であることが判明する。飛行機械を開発したりとロディたちを支援した。
リメイク版では終盤にパーティーに加えることが可能。
ジェーン・マックスウェル
14歳。凄腕の渡り鳥「カラミティ・ジェーン」、元富豪のマックスウェル家の娘。
アームマイスターである父ニコラの収集したアームを使いこなすことができ、ロディほどではないが高い感応能力を持つ。
お金に目が無くがめつい印象だがそれは決して自分勝手な理由からではなく、孤児院に住む子供たちを養うためだった。隠しているが、本質は優しく父親と子供たち思いである。コートセイムのイベントでは自分を助けてくれたロディに対し胸の内を明かす。「優しさは大切な者のために向けてほしい」「義理や人情とかで助けられただなんて思いたくない」と、ロディにとって守るべき者の存在を認識させることとなった。
後にロディの優しさに好意を持つようになる。さらに父親はエマと同様にゼペットの弟子であった。
リメイク版では終盤にパーティーに加えることが可能。その他マクダレンと共に何度かスポット参戦する。
マクダレン・ハーツ
51歳。ジェーンの執事で、いつも彼女と共に行動している。
彼女が凄腕の渡り鳥と呼ばれているのは、彼の活躍のおかげである部分が多い。かつてジェーンの母親から恩義を受け、以来マックスウェル家に忠誠を尽くしている。大人しそうな人物だが実は凄腕の剣士である。
リメイク版ではスポット参戦で仲間になる。
マリエル
幼く見えるが実は1000歳以上。一人地上に残り、植物を育てているエルゥ族の少女。住んでいる街で人間から迫害されており、それを助けてくれたロディに好意を寄せることになる。
リメイク版では一時的にパーティーに加えることが可能。
バシム
天空に移住したエルゥ族の一人で、マリエルの兄。鍛冶師であり、かつてガーディアンブレードを鍛えた。
ゼペット・ラグナイト
故人。ロディの育て親。とても腕のいいアームマイスターで、エマを始め世界中に弟子がいる。
バーソロミュー船長
35歳。商船スイートキャンディ号の船長。海賊と張り合うような荒くれ者だが、ロリコンらしい。
エルミナ・ニエット
声 - 平松晶子
アークティカ滅亡時25歳。アークティカ国のフェンリルナイツの一員。アークティカ城が襲撃された際、仲間のギャレットを逃がすために城に残った。

### 魔族
1000年前に彼らの母星ヒアデスに代わる居住地にしようとファルガイアへやってきた異世界からの侵略者。鋼の肉体に水銀の血を持ち、構成物質こそ違うものの、ファルガイアの生き物に類似した身体を持つ、半生命半機械の存在。1000年前の人間とエルゥ、そして守護獣の合同軍との戦いの末に敗北するが、近年復活の兆しを見せ始める。ナイトクォーターズと呼ばれる面々以上の魔族は守護獣以上の力を持ち、主人公たちを苦しませる。
マザー
魔族の創造主。全ての魔族の母的存在にして本作における黒幕。星を侵略しては魔族を産みだし、そこに存在する生命を全て滅ぼして次の星を攻撃する。
その正体は、ファルガイアとは異なる次元に存在する惑星ヒアデスで誕生した「分裂や増殖を繰り返す機械ユニット」同士が1つに集合し、意思を持った結果誕生した機械生命体（アルターコードFでは設定が異なる）。星の再生のために人間が作ったユグドラシルシステムを取り込んだため、再生能力と魔族を生み出す能力が飛躍的に向上している。かつての大戦で心臓を三つに分断され封印された。
その目的は全ての生命の断絶であり、そこには自らが産み出した魔族も含まれる。定期的に次元の壁が不安定になり、他の星と繋がる特性を持った異世界ヒアデスを拠点にして生命を滅ぼしてきたが、ヒアデスも自らの手で滅ぼしてしまい、現在に至る。ナイトクォーターズによって肉体の封印を解かれ、ボロボロの身体を涙のかけらの力で生命維持する形で復活。しかしファルガイアだけではなく魔族も滅ぼすつもりだと知ったジークフリートに裏切られ、復活したばかりで不完全な状態だったところを手引きされたロディたちに倒される。しかしまだ死んではおらず、ジークフリードの体内に巣食うことで後に完全復活を果たす。
「滅びこそが幸福」と信じており、彼女自身には悪意はまったくなく我が子にとってそれが最良だと本気で信じている。特にジークフリードのことは息子として可愛がっている模様。
『ワイルドアームズ ミリオンメモリーズ』では最終ボスとして「マザーマジェスティ」が登場した。
マザーフリード
ジークフリードの体内に巣食い完全復活を果たしたマザーの姿。上半身は聖母のような人型だが下半身は醜い芋虫となっている。胸に部分には喰らったジークフリードの上半身が取り込まれている。
ジークフリード
ナイトクォーターズのリーダー。マザーにもっとも忠実に仕えその復活に尽力するが、それはあくまで魔族全体のためである。しかしマザーの目的と本性を知り忌み嫌うようになり、後に裏切りを画策する。
ファルガイアを第二の故郷にすべくロディたちと戦う。自身のその力と魔槍グラムザンバーにより大戦時に多くのガーディアンを屠った。
ロディたちの力を利用してマザーと激突させた後、フォトスフィアを海中に沈めることで抹殺しようとするが失敗。その後、今度はゲートジェネレイター内に取り込みそこを対決の場として戦うが、ロディたちの力は既にジークフリードを追い詰めるほどのもとなっていた。最後の手段として疑似ブラックホールを発生させ人間が生存できない場所へ転送し、道ずれのリスクを承知で敢行する。咄嗟に思い浮かべた場所がフォトスフィアだったためそこへ転送された。直後、肉塊のみとなって生存していたマザーに捕食されてしまい、体内に巣食われる形で乗っ取られてしまう。以後は人格が豹変し、ファルガイアの支配ではなく生物の根絶のために戦うようになり、アルハザードから不審がられるようになってしまう。
かつて人類が生み出した天体型兵器コロニー「マルドゥーク」を起動させ、その力を以ってファルガイアを滅ぼそうとするが成長したロディたちによって倒され、直後、マザーとしての本性を現した。
ジークツヴァイ
本作の真のラストボス。滅びゆくマザーフリードから逃れたジークフリードが片腕を魔槍グラムザンバーと融合し「逆襲の刃」となった姿。肉体はほとんど朽ち果てているが勝利への執念を胸に、ファルガイアとマルドゥークを隔てる亜空間にてロディたちに最後の勝負を挑む。その執念もロディたちには及ばず、亜空間内にて散って行った。しかし亜空間での戦闘は負荷が激しく大爆発を引き起こしてしまう危険性があった。「勝者がいなければ敗者もいない」と言い残し、ロディたちを道連れにする旨を告げた後消滅した。
アルハザード
声 - 大川透
ナイトクォーターズの一員。策謀や魔法に長け参謀的な存在。理知的な話し方だが酷薄な性格をしており、生物の命を弄ぶ実験を楽しみ繰り返している。アークティカを滅ぼした張本人。そしてザックにとって仲間たちの仇でもある。
普段は体を純白のローブで覆っており、主にエスペランザ、バスティス（赤いデバイスと青いデバイス）を使用して戦う。最終決戦の際はこのローブを脱ぎ去り、醜い怪物の姿を晒して襲い掛かってくる。
ラストダンジョンの前哨戦となるカ・ディンギル最上階にてザックたちと交戦し敗北。復讐のためではなく未来のために振るわれたザックの剣によって倒され、マルドゥークの起動を目前にして死ぬという事実を受け入れられないまま消え去った。
レディ・ハーケン
声 - 平松晶子
"斬り姫"と呼ばれる。ナイトクォーターズの紅一点。ジークフリード以上に誇り高い騎士であり、奸計を使うアルハザードを嫌っている。
大鎌アズラエルを武器として使う。その戦いの様子はザックの早撃ちに似ており、彼を圧倒する実力を持つ。
その正体はアークティカ城陥落の際にアルハザードによって拉致され、魔族として改造を受けた女騎士エルミナ。ドラマCDではザックに早撃ちを教えた師であることが明かされた。
改造だけではなく精神支配を受けており、過去を思い出そうとしても思いだせず、すぐに気にならなくなりごく自然に己を魔族としてみていた。しかしザックとの接触により不安定になっていき、最後には二つの人格が入り混じった状態となってしまう。エルミナの記憶に導かれるように全ての始まりの場所であるアークティカ城へと向かい、そこを全ての終わりの場所としザックと壮絶な一騎討ちを繰り広げ敗北。本来の自分を取り戻し、エルミナ・ニエットとしてザックの腕の中で消滅した。
しかし魔族でありながら人の心を得たことでその魂は昇天することなくこの世にとどまり続けていた。終盤の隠しイベントでは守護獣の力によってエルミナとして復活させることができる。ただしザックの希望により魔族として生きた記憶を消されたため、エルミナとして生きた記憶まで消えてしまい本名が分からず名称は「酒場のウェイトレス」となっている。復活後はミラーマの酒場にて再会し、ザックとの会話の後、またいつか逢いに来るように告げたのだった。
ベルセルク
ナイトクォーターズの一員。巨大なトゲ付の鉄球、重鉄球ディスラプトハンマーが武器。
主人公たちの前に最初に敵として現れる魔族。実はナイトクォーターズ最強だが、毎度毎度詰めが甘い。戦うことに至福の喜びを感じているが騎士道精神は持ち合わせておらず、力任せに相手を叩き潰すことを好む。序盤では幾度も戦うこととなり、アルハザードの作戦で遺跡の装置によってパワーアップを果たすが、ジェーンが装置を破壊したことで機能が逆転。大幅にパワーダウンしたところをロディたちに倒された。しかしまだ死んではおらず復活を目論む、そこへ現れたブーメランによって処刑されてしまった。ナイトクォーターズの中では最初に倒されたが、リメイク版『アルターコード：エフ』では復活を果たし、ラストダンジョンにて再び戦うこととなる。
ブーメラン
ベルセルクの代わりにナイトクォーターズに入った魔族。元はイレギュラーナンバー。
月狼牙クレッセントファングを得物とする。
裏切り者や任務に失敗した魔族を処分している。そのため「同族殺し」としてジークフリードには忌み嫌われていた。欲望のガーディアンであるルシエドを従えるほど有り余る欲望を内に秘める。ロディたちに強敵となる資質を見出し、自分に死線を渡らせるほどの存在になるのを待ちわびている。カ・ディンギルの入り口にて切り結ぶがジークフリードの横やりによって決着はつかず、現れた魔族たちを自ら引き受けロディたちを先に行かせた。その後、クレッセントファングを残したまま消息不明となる。
ブーメランフラッシュ
帰ってきたブーメランの真の姿。ガーディアンブレードとなった魔剣ルシエドを手にロディたちに最後の勝負を挑む。隠しボスの中でも屈指の攻撃能力を持ち、その強さはラストボスも凌駕する。闘技場のランクをすべてクリアし、なおかつクレッセントファングを所持したまま優勝すると挑戦者として登場する。
倒すとロディの最強武器「ディバインウェポン」が手に入る。これは後の作品『WA4』にも登場しており、そちらでは重要な役割を持つ。
ゼット
ナイトクォーターズのイレギュラーナンバー（人数外）で、作品中のギャグキャラクター的な扱い。人気者（お茶の間のアイドル）を目指しており、非常に目立ちたがり屋。ナイトクォーターズ入りも目指している。
呪われし破壊丸（ドゥームブリンガー）を武器とし、実力はナイトクォーターズに匹敵するほどのものだが、その呪いの影響か毎回不運に見舞われている（実際このドゥームブリンガーはザック用の装備として入手できるが、装備するとLUCK（運勢）が必ず最低になってしまう）。
後にアルハザードの改造によってモンスターゼットに変身できるようになった。しかしストーリー上ではこの姿で戦うことはなく、終盤の隠しボスとして登場。ラストボスも超える強さを振るう。
魔族ではあるが他の魔族とは違い、破壊や支配などに興味はない。当初は手柄を立て出世のためにロディたちに勝負を挑んでくる。終盤ではある少女とのエピソードで優しい一面を見せる。
モンスターゼット
アルハザードの改造によって変身したゼットの新たな形態。隠しボスであるためラストボスも凌駕する戦闘能力を振るう。倒すと彼の武器であるドゥームブリンガーが手に入るが、上述の通りデメリットも大きい。戦闘後は互いに和解し、セントセントールにいる盲目の少女を守っていたことが判明する。もはや戦う理由はないとロディたちは引き上げ、結果として魔族最後の生き残りとなった。
リメイク版では同様の経緯で戦うこととなるが、倒した後にラストダンジョンで手に入るアイテムを持っていくとイベント後仲間に加えることができる。またそちらではモンスターゼットの形態が異なる。
デモノプロフェット
パンデムニウム地下牢の番人。脱出しようとするロディたちを阻むべく現れるが、素直に引き下がれば見逃すなど非常に職務に忠実。『アルターコード：エフ』では員数外という設定が追加された。
バラム
パンデモニウムの通路で立ちふさがる魔族。『アルターコード：エフ』では隠しボスとなっており、魔族の一員という設定は無くなった。

### その他
エリザベート
ロディの心に巣食っていた夢魔。心を喰らって生きる存在。白い体毛を持った獣人のような見た目をしており、外見は女性。一人称は「あたい」。ロディの心を喰らっていたがセシリアとの一騎討ちに敗れ、消え去った。
リメイク版『WA:F』にも登場しており、性格や外見は別物に変更されている。

#### ゴーレム
1000年前に起こった魔族との大戦時に、魔族の体を研究して人間とエルゥ族が造り上げた人型兵器。悪意ある使用を恐れたエルゥ族によって現在は各地に封印されており、人間の手に渡ったゴーレムは破損して動かなくなったものばかりである。
アースガルズ（神々の砦）
セシリアの呼びかけに応じて主人公らの力強い味方となる。
両腕に対消滅バリア発生装置を持ちその名が示すとおり絶対的な防御力を誇るゴーレム。その力を使い対象を瞬時に分解・消滅させることもできる。設定上ではマルドゥークの大陸さえも吹き飛ばす対地兵器を完全に防ぐ。さらには超大規模な次元崩壊さえもある程度耐えるほど。
リリティア（氷の女王）
アーデルハイド付近の遺跡に眠っていたゴーレムで、絶対零度の力を持ち、一撃で大都市さえ破壊可能。大戦時最初にロールアウトしたゴーレムである。主人公たちに発掘されて博覧会に展示されるが魔族に奪われる。
ディアブロ（深紅の暴風）
リリティア以前に発掘されていた炎攻撃が得意なゴーレム。リリティアと共に魔族に強奪されその力をヒトに向けて振るう。
バルバトス（魔弾の射手）
長距離砲撃を主としたゴーレムで射撃武装を多数装備している。魔族に奪われたが暴走状態のため砂漠に遺棄された。隠しゴーレムの一体。とある砂漠地帯をアースガルズに乗った状態で移動しているとエンカウントする。
今作では再現されなかったが、マルドゥークと交信することで対地レーザーを照射可能。その威力は大陸さえ消し去るほど。
リヴァイアサン（海を征く者）
唯一海戦用に作られたゴーレム。内海で暴れまわり多数の船を沈めている。ストーリーにも関わるが戦わなくても済む隠しボス。
終盤では大破した船を直すと内海を移動できるようになる。内海でしかエンカウントしない。
ベリアル（真銀の騎士）
マルドゥークに設置されているゴーレム。機動力を高めるために脚部の代わりに巨大な車輪を装備している。そのスピードを生かして、両腕の槍と強力な火炎放射器で攻撃する。
ルシファア（灼光の剣帝）
1000年の長きに渡り、マルドゥーク内に封印されていた大戦後期のゴーレム。光の力を駆使する圧倒的な攻撃で主人公たちを苦しめる。イオノクラフト機構を搭載しており、大気圏内での飛行を可能とし単独で大気圏を離脱、宇宙での活動も可能としている。隠しゴーレム扱いで、戦わずやり過ごすこともできる。また、本作の最強ゴーレムでもある。
セト（深淵を統べる王）
1000年の長きに渡り、マルドゥーク内に封印されていた大戦後期のゴーレム。ルシファア同様に気圏内での飛行を可能とし単独で大気圏を離脱、宇宙での活動も可能としている。ブラックホール兵器を駆使して大規模な破壊を行う。ルシファアと同じく、隠しゴーレム。

#### ガーディアン（守護獣）
万全ての万物、果ては事象、概念にまで宿るとされる「意思ある力」。「世界を支える力」とも称される超越存在。司る力を際限なく自在に操り全能級の能力を持ち、ファルガイアという星を守護する神と言える存在。エルゥや人間と共に「秩序の輪」と呼ばれる星のエネルギーの循環システムを作り、星を繁栄させ、また守護してきた。しかし魔族の侵攻とその戦いによる星の生命エネルギーの減少、そして荒廃した環境に人々の心が疲弊したことで、その力はどんどん失われており、エルゥの残したほこらによりガーディアン同士の力を、相互に循環させることでなんとか存在を保っている状況である。特にガーディアンロードと呼ばれるファルガイアに生きる命の心に関係するガーディアンは、ルシエドを除いてその存在さえ危うくなっている。ガーディアンの力を秘めたパワープレートを身に付けることによってガーディアンの加護と助力を得られ主人公たちは魔族にも対抗できるようになる。ガーディアンの加護や力は大戦時に魔族の重鎮たちに傷つき倒され全盛期のような力は無くなっているもの、その力は今でもは絶大である。
シトゥルダーク（みずのささやき）水を司るガーディアン。玄武に由来。属性は「水」。
ムア・ガルト（れっかのいかり）火を司るガーディアン 。朱雀に由来。属性は「火」。
グルジエフ（だいちのうなり）地を司るガーディアン 。青竜に由来。属性は「土」。
フェンガロン（しっぷうのつめ）風を司るガーディアン 。白虎に由来。属性は「風」。
ディノギノス（やまのひびき）山を司るガーディアン。属性は「土」。
イオニ・パウアー（せいじゃのかなしみ）聖を司るガーディアン。属性は「聖」。
ギィ・ラムトス（しのせっぷん）死を司るガーディアン。属性は不明。
ヌア・シャックス（らいめいのきば）雷を司るガーディアン。属性は「雷」。
ステア・ロウ（せんこうのいちげき）光を司るガーディアン。属性は「無」。
ルカーディア（わだつみのこころ）海を司るガーディアン。属性は「水」。
ソラス・エムス（てんのさばき）天を司るガーディアン。属性は「聖」。
アルスレート（ゆきのけっしょう）雪を司るガーディアン。属性は「水」。
リグドブライト（ほしのかがやき）星を司るガーディアン。属性は「無」。食べるとエビのような味がするらしい。
オードリューク（いのちのほのお）命を司るガーディアン。属性は不明。
ドラス・ドラム（まかいのよびごえ）魔を司るガーディアン。属性は「魔」。
エクイテス（つるぎのまい）剣を司るガーディアン。属性は「風」。
ゼルテュークス（じょうさいのまもり）城を司るガーディアン。属性は不明。
ダン・ダイラム（ときのはぐるま）時空を司るガーディアン。属性は「無」。
ラフティーナ（あいのきせき）愛を司るガーディアンロード。属性は不明。最高の回復効果を持つ。
ジャスティーン（ゆうきのもんしょう）勇気を司るガーディアンロード。全ての属性を持つ。
ゼファー（きぼうのかけら）希望を司るガーディアンロード。属性は「無」。
ルシエド欲望を司るガーディアンロード、唯一実体を保っているガーディアンだが魔族ブーメランに従っている。
人間ファルガイアを司るガーディアン。

## 秩序の輪
ファルガイアの均衡と繁栄を保つための生命エネルギー循環システム。
星の自然が豊かであることで、そこに住まう生命が繁栄し、その生命の持つ心の力により万物に宿るガーディアンの力が増し、そしてガーディアンの力により星の生命エネルギーは満ち、自然は豊かになるという物。この作品に限らず、『WA2』や『WA3』、『WA:F』にも同様のシステムがファルガイアに構築されていたが、いずれも崩壊している。

## バトルシステム
基本はオーソドックスなターンバトルだが、独自要素も多い。ターンごとに上記のガーディアンを含む装備を変更することができる（その際の能力値変更も表示される）など、戦術的な幅は広い。
左手装備
防御力を上げる盾、小手、魔力を上げる魔道書の他、属性リング（攻撃にその属性を付与、防御ではその属性を半減）、ステータス異常防止アイテムなど様々な種類がある。これを付け替えることが重要な戦術となる。
フォースポイント（FP)
戦闘中の行動（攻撃をする、受けるなど）によって溜まっていく闘気のようなもので、MPとは別物。バトルスタート時は常に0で、戦闘ごとにリセットされる。25毎に4段階のフォースアビリティがあり、溜まったFPを消費することでガーディアンの実体化など強力な能力を発揮できる。前記の特性により、MPはいくらあっても初ターンでいきなり召喚魔法を使うことができない、といった「縛り」となっている。また、パラメーターの強化、100で満タンになると全てのステータス異常が治癒される、など溜めることでの特典がある。
ガーディアン
ガーディアンの力を秘めたパワープレートをストーリーの進行につれて入手するが、それを装備することでパラメーターを一定割合強化できる。それを変更することで特性を変えたり、いわゆる召喚魔法の選択をしたりする。

### フォースアビリティ
前述項目のFP（フォース・ポイント）を蓄積することにより、各キャラクターごとに3つずつのフォースアビリティというものが使用できるようになる。それぞれレベル4までの各々違ったアビリティが存在し、レベル1のフォースアビリティ以外のものはストーリーが進行する中で手に入れることができる。ただし、レベル2の「マテリアル」だけは特殊なので後述する。
- ロディのフォースアビリティ

| 名前                     | 効果 |
| ------------------------ | --- |
| レベル1 ロックオン       | アームの命中率を100%にする。                                                                             |
| レベル3 ディフェンサー   | 敵の物理攻撃から味方を庇う。ディフェンサーは数ターンの間効果があり、その間は通常のコマンドも使用できる。 |
| レベル4 ブーストアタック | 全てのアームの攻撃力を3倍に増幅した上で100％命中させる。MAXまで改造したアームと併せて使えば効果的。      |

- ザックのフォースアビリティ

| 名前                     | 効果                                                                 |
| ------------------------ | -------------------------------------------------------------------- |
| レベル1 アクセラレイター | 使用直後のターンで必ず最初に行動できる。                             |
| レベル3 ソニックビジョン | 一時的に各パラメータがアップし、攻撃は必ずクリティカルヒットになる。 |
| レベル4 ダブルコマンド   | 1ターンに2回の行動（攻撃、回復など）が可能となる。                   |

- セシリアのフォースアビリティ

| 名前                     | 効果                                                               |
| ------------------------ | ------------------------------------------------------------------ |
| レベル1 ミスティック     | アイテムの秘められた効果を発揮する。                               |
| レベル3 ハイ・マテリアル | マテリアルよりも能力を引き出した状態でガーディアンを実体化させる。 |
| レベル4 デュアルキャスト | 1ターンに2回の魔法使用が可能となる。                               |

### マテリアル
フォースアビリティのレベル2に該当する「マテリアル」は、3人共通のフォースアビリティである。これはストーリーが進む中で使用することができるようになるのは他のフォースアビリティと同様だが、このマテリアルを使用するには他にパワープレートと呼ばれるものを装備していなければ発動はできない。
パワープレートを装備した状態でマテリアルを実行すると、現在装備中のパワープレートに宿ったガーディアンが実体化して攻撃および補助をしてくれる。このパワープレートは全部で21枚存在し、ストーリーの進行中または各イベントで手に入れることができる。

## ガーディアンブレード
1. 1000年前にバシムが作り上げ広大な砂漠を生み出した武器。「絶対たる力」などと呼ばれ、多くの伝説として語り継がれている。
2. 命のガーディアンと魔のガーディアンの力を借りて作る命ある金属。失われたロディの左腕を治すのに用いられた。1は1000年前にこの金属によって作られた武器である。
3. 欲望のガーディアン、ルシエドが変化した剣。魔剣ルシエド。ディバインウェポンという名称で入手できる。

## ARM
ARMとは「Ancient Relics Machine」の略。古代の遺跡から掘り出した機械の総称。精神をシンクロさせないと起動せず、シンクロさせられる人間は限られている。魔族の体組織を利用して作られた1000年前の大戦の兵器であり、そして上記の限られた使用者が原因により、一般人の間では今もなお忌避されている。
上記の「忌避されている」といった背景はタイトル毎に違っているが、全シリーズを通して「銃」という印象が強い。
下記はロディの使用できるARM一覧。
| 名前               | 効果 |
| ------------------ | --- |
| ハンディキャノン   | 小型のグレネード弾を発射できる小型の銃。 |
| プリズムレーザー   | 拡散レーザーで敵グループを攻撃できる。 |
| ABMランチャー      | 6発のミサイルを発射して敵グループを攻撃する。序盤の要。飛んでいくミサイルの通り6回攻撃を行い、対象が複数の場合はバラける。「ABM」は「アンチビーストミサイル」の略称である。 |
| ツインデバイス     | 精神感応式ユニットで2体のビットによる連携攻撃をする。使用時にロディの運で確率が変動する。1回毎に追撃の確率を判定し、最大10回まで攻撃する。                                  |
| ナパームフレア     | 敵グループに火属性の超高性能小型焼夷弾を発射して攻撃する。 |
| バニシングレイ     | 携帯式荷電粒子砲で攻撃する。クセがなく使いやすい。中盤の要。 |
| ワイルドバンチ     | 加速して敵に突進する攻撃をする。PlayStationのロットによっては使用すると高い確率でゲームがフリーズしてしまう。The Best版にて修正されている。                                 |
| アークスマッシャー | 空間に作用する相転位兵器で敵全体に攻撃を行う。 |

## 魔法
超自然的な現象や奇跡ではなく、単純に方程式の解として捉えられている。術式に地水火風といった要素（エレメンタル）を組み込むことで得られる結果が魔法という力なのである。
通常は地面に魔法陣を描き、その場所のエレメンタルを集め、複雑な術式に則った儀式をしなければならないが、特に戦闘ではそんな悠長な時間は取れない。そこで予めエレメンタルの力が込められた2つの紋章（クレスト）を組み合わせ、クレストグラフというカードに（縦軸と横軸にどのエレメンタルを組み合わせるか、レベル1or2、白or黒かといった術式を）記入しておく。そうすればクレストグラフに魔力を注入することで瞬時に発動させることができるので、比較的扱い易い魔法として普及している。これが紋章魔法クレストソーサーであり、その術者の女性形がセシリアのキャラクタークラスのクレストソーサレスである。
ゲームシステムとして見れば、本作では初期では32種類の中から必要とするものを選んで魔法が持てて、そしてまた別の場面では任意に書き換えることができる。特に初期は所持しているクレストグラフの数が少ないので（最終的には全種類分入手できる）、目的に合った魔法に書き換えることが重要になる。
この世界では特にクラン修道院が魔法学校として機能している。一般的に魔法の資質は女性の方が上で学ぶ者も大半が女性のため、全寮制の女子校となっている。

## グッズ
本作では、メインキャラクター3人がそれぞれ使用できるグッズを用いたアクションでダンジョンの道や謎を切り開いたりトラップを回避したりというシステムが存在する。各グッズは使用キャラクターのイメージに合わせたものが多く、ストーリーを進める中で手に入れることが可能。該当グッズが無いと先に進めなかったり、特定のイベントや会話ができなかったりする。このシステムはRPGとしての謎解き要素に一役買っている形で登場する。
- ロディのグッズ

| 名前             | 効果 |
| ---------------- | --- |
| バクダン         | その場に小型の爆弾を設置。木箱・岩などを破壊したり、仕掛けを反応させる際に使用する。                                                                               |
| トレジャーコール | 使用したフロア内にある宝を探知。残っている場合は音と光で知らせる。                                                                                                 |
| ローラーダッシュ | 直線をダッシュ移動する。ダッシュ中は敵モンスターにエンカウントしない他、ダメージゾーンも無視できる。一度走り始めると、障害物に衝突するまでは止まることができない。 |
| マイトグローブ   | 目の前の物体に強力なパンチ。重い箱などを動かせる。 |

- ザックのグッズ

| 名前           | 効果 |
| -------------- | --- |
| ハンペン       | 相棒ハンペンに探索させる。離れた場所のスイッチや宝箱を調べられる。                                           |
| オイルライター | その場で火を点火。特定の障害物を燃やしたり、ランプに火を灯すことで暗いフロアを明るくしたりすることができる。 |
| ワイヤーフック | 眼前にワイヤーフックを投射。杭がある場合そこまで移動できる。                                                 |
| オールドギター | ギターで一曲。強制エンカウントの効果がある。また、隠しボスとの戦闘が可能になる。                             |

- セシリアのグッズ

| 名前             | 効果                                                                       |
| ---------------- | -------------------------------------------------------------------------- |
| なみだのかけら   | 不思議な力をたたえたかけらを使う。特定の扉を開けるなど。                   |
| かいちゅうどけい | 過ぎた時間を元に戻す。発動させて失敗してしまったパズルなどを元に戻す。     |
| マジックスタッフ | 目の前に杖を振り、当たった動物と会話ができるようになる。                   |
| マジックポット   | 壷から水を流す。オールドギター同様、隠しボスとの戦闘のために必要なグッズ。 |

## 歴史

### 大戦期
ファルガイア侵攻
1000年前、ファルガイアはエルゥの力により発達した文明を築いた、緑溢れる豊かな惑星だった。均等に科学と魔道が行き交い、守護獣による守護の下でエルゥと人間が共存する世界としてファルガイアの真の姿を体現していた。そこに侵攻してきたのがマザーと、それに連なる魔族たち。魔族たちは殺戮と破壊の限りを尽くし、ファルガイアを窮地に追い込んだ。しかしエルゥと人間は魔族に対抗するために立ち向かった。これが後に大戦と呼ばれる戦いの幕開けとなる。
大戦の開始
当初は人間、エルゥ、守護獣はそれぞれの領域でそれぞれの戦いをしており協力し合うことはなかったが、魔族の計り知れない力を前にして知恵や技術、資源を共有するようになり、やがて三種族の混成部隊が魔族に対抗することになった。守護獣は現在のように疲弊した力ではなく、エルゥもまた高度な技術は持っていたが人間同様に個体数もまだ多く、人間も高い精神力を持っていたということから協力関係はほぼ自然な流れと言える。しかしそれでも上位魔族の守護獣を上回る力の前では混成部隊も劣勢に立たされることになる。
推移1
魔族の身体構造はほとんど機械そのものであり、凄まじく強靭であり致命的なダメージを与えることが難しい或いはすぐに修復してしまうがファルガイア軍が劣勢に立たされた最大の要因となる。足止め程度の攻撃しかできないファルガイア軍に魔族は土着生物から魔獣を作り出すことを開始した。これら魔獣を使役して戦いに投入することでさらなる戦力の増強を可能とした。魔族は瞬く間に大戦の優位に立つ。
推移2
いくつかの兵器の開発成功によりファルガイア軍が劣勢状態から徐々に持ち返すことができるようになった時期を大戦中期と呼ぶ。特に強力だったのが対魔族殲滅兵器「ゴーレム」の存在。守護獣よる攻撃以外、ほとんどダメージを成さないことを悟ったエルゥと人間の作り出したこのゴーレム一号機「リリティア」は魔族との戦いに投入される。ただしゴーレムは凄まじい能力を持つが稼動数が少なく汎用性にも欠けたため、戦局を覆すには至らなかった。
推移3
ファルガイアそのものへのダメージにより戦況が変化してきた時期が大戦末期。人間たちは星そのものを活性化するために兵器開発の傍らユグドラシルシステムを開発するが、これをマザーにそのまま取り込まれてしまい新たに大量の魔族が戦力として増加してしまった。この時に開発されたもうひとつの物がARMと呼ばれるもので、これはエルゥの物理魔道体系を大いに利用して開発された兵器。魔族の身体機能を模して作られたこのARMは現在、銃という形で残されているものと同一。
ガーディアンブレード
ホムンクルス計画が提唱され、同時に開発された兵器がガーディアンブレードと呼ばれる。この兵器自体は禁断の技で作られており当時開発を担当したエルゥ、バシムにもこの兵器がもたらす結果は不明だったが、敗北色が濃厚となっていた当時議論の余地はなくこの兵器はすぐ稼動状態に置かれた。タウンロゼッタ付近で振るわれたガーディアンブレードはたった一振りで魔族を壊滅させ、ファルガイア軍の勝利で大戦は終結するもその後ガーディアンブレードは暴走。大陸を破壊し、全てを無にした。
終戦
大戦自体はファルガイア軍の勝利と終わったが実際にはファルガイア側が受けたダメージも深刻なもので、ガーディアンブレード暴走によるファルガイア側の死者も相当数にのぼり、ファルガイア自体も広大な土地が居住不可能な荒野、砂海となった。守護獣も最後の力でマザーを封印したために生体活動すら危うい状態に陥った。辛うじて生き残った魔族は勝利をいつか得るために休息の眠りについた。

### 戦後、現代まで
エルゥの離反
ファルガイアが人の暮らせる大地ではなくなったことをきっかけとし、エルゥたちは残った力で自分たちだけが住む空間を創造する。エルゥ界と呼ばれたそこは閉鎖空間であり、ファルガイアに残された僅かな自然と共にエルゥたちは全員がこのエルゥ界へと移動する。この時を境にファルガイアにてエルゥが存在することはなくなり（マリエルを除き）、伝承にのみその名を残すことになる。ファルガイアからエルゥ界へ行くことのできる転送装置は聖森の塚に存在するが、エルゥがいなければ起動させることは不可能である。
七人委員会
残された人間の力で世界が復興し始めたのがこの頃。人間たちはどこにも逃げ場がなく、この傷ついた世界で生きながらえる選択肢しか取れなかった。力を失った守護獣やいなくなったエルゥの代わりに人間を導いたのは七人委員会と呼ばれる組織。有力な七人の人物が新たなる指導者となり七つの国を作るが、現在まで残っているのはクラン派のアーデルハイド公国とフォトスフィアの発掘により技術大国となったアークティカ城のみ。それ以外の国家は歴史の中で消えて行った。
ファルガイアの衰退
高度文明の崩壊共に衰退していく人間たちとファルガイアにより、一度力を失った守護獣たちも元の力を取り戻すことはかなわなかった。星そのものの生命力の低下だけでなく、人間たちの信仰心が落ちたこともそれに大きく起因している。人間、星、守護獣の三つの繋がりが崩壊し、ファルガイアは疲弊し衰退する一方となった。
現代
魔族がその存在すら御伽噺となった現代、ファルガイアの衰退は引き続いていた。それでも生き残っている人間たちはアーデルハイド公国とアークティカ城の二つを先端にして過去の遺産の発掘・研究を重ね、文明を少しずつ復活させていく。その時、かつて未来の勝利を願って眠りについていた魔族たちが復活してしまう。アークティカ城を襲撃したアルハザードたち魔族は一夜にしてアークティカを滅ぼし（ゲームスタートの2年前）、大戦期と比べて弱体化した人間たちにとって絶望的な戦いが始まってしまう。

## 用語
シリーズに共通する用語はワイルドアームズシリーズの項目にて。
ゴーレム
大戦中期に開発された巨人型ARM。対魔族との戦い専用に作られたこれら全8機の機体はそれぞれの機能が異なり、兵器として特化している。反面汎用性に乏しく、操縦者がなかなか居ないことや思考回路の問題などが挙げられ、単機として超常の力を誇り大戦では魔族との戦いに功を奏したものの、数の問題もあり戦況を一変させるまでには至らなかった。後に開発されたARMの基盤となる。
大戦期のガーディアンブレード
それまでに作られてきたARM同様その構造自体は魔族の身体構造をベースとし、錬金術や守護獣の力を混ぜ合わせたという禁断の製法によって作られている。鍛冶屋バシムにより作られたこのガーディアンブレードは大戦末期にファルガイア側の切り札として使用されるが、たった一度の使用で魔族は壊滅寸前に追い込まれファルガイア自体もダメージを負った。ガーディアンブレードはその暴走後、砕け散る。
ホムンクルス
ゴーレムの欠点を克服し、ゴーレムの性能をそのままで、小型化し汎用性を高めるというコンセプトの計画。人型のARMであり携行型ARMを使用し同調することで超絶的な戦闘能力持ち、ゴーレムと同等以上の破壊能力を持つとされる。推論型理論回路が組み込まれており、外見上は人間と同一のものであるが完全なる兵器として利用された。携行型ARMと同調できる人物がごく限られた人数にしか至らなかったことがホムンクルスの開発事情だが、製造技術自体はガーディアンブレード同様禁断の力とされて忌み嫌われた。結果的に全30体が製造されたが全て暴走し敵味方問わず殺戮の限りを尽くす。そのために破棄されたが、試作機だった1体のみが暴走しなかったために地中深くに埋められた。

## 関連作品

### アニメ
- 『ワイルドアームズ トワイライトヴェノム』（全22話、1999年10月18日 - 2000年3月27日）

### ゲーム
- PS ワイルドアームズ
- PS ワイルドアームズ PlayStation the Best
- PS ワイルドアームズ PS one Books

### 書籍
- 攻略本：ワイルドアームズ 公式ガイドブック ザ・コンプリート
- 攻略本：ワイルドアームズ 公式ガイドブック
- 設定資料：ワイルドアームズ 〜ファルガイア年代記〜

### 漫画
- ワイルドアームズ花盗人（全2巻）

### サウンドトラックCD

#### ワイルドアームズ オリジナル・サウンドトラック
CD1枚、全36曲。「ワイルドアームズ」のサウンドトラックだが、使用楽曲の半数以上が未収録。作曲はなるけみちこが担当している。一部楽曲の編曲に外山和彦が参加。エンディングテーマの歌唱は渡辺真知子。
| #   | タイトル                                              | 作詞 | 作曲・編曲 |
| --- | ----------------------------------------------------- | ---- | ---------- |
| 1.  | 「荒野の果てへ」                                      |      |            |
| 2.  | 「天を突く魔塔」                                      |      |            |
| 3.  | 「灰燼に帰す」                                        |      |            |
| 4.  | 「炎の城（プロローグ・1）」                           |      |            |
| 5.  | 「慟哭と約束（プロローグ・2）」                       |      |            |
| 6.  | 「葬列」                                              |      |            |
| 7.  | 「旅立ちの朝」                                        |      |            |
| 8.  | 「姫巫女の想い」                                      |      |            |
| 9.  | 「エンディングテーマ「青空に誓って」」                |      |            |
| 10. | 「希望」                                              |      |            |
| 11. | 「荒野の渡り鳥（ロディのテーマ）」                    |      |            |
| 12. | 「冷たい闇（ダンジョン）」                            |      |            |
| 13. | 「クリティカル・ヒット!」                             |      |            |
| 14. | 「街」                                                |      |            |
| 15. | 「荒波を越えて（バーソロミューのテーマ）」            |      |            |
| 16. | 「空を駆る鳥（エマのテーマ）」                        |      |            |
| 17. | 「勇気（ダンジョン）」                                |      |            |
| 18. | 「一攫千金!（ザックのテーマ）」                       |      |            |
| 19. | 「バトル・中ボス」                                    |      |            |
| 20. | 「世界にひとりぼっち」                                |      |            |
| 21. | 「孤高の世界」                                        |      |            |
| 22. | 「エルゥの村」                                        |      |            |
| 23. | 「アーデルハイド城」                                  |      |            |
| 24. | 「修道院」                                            |      |            |
| 25. | 「あれれ?（ゼットのテーマ）」                         |      |            |
| 26. | 「海上の偽装結婚式」                                  |      |            |
| 27. | 「子どもだなんて思ったらお嬢様!（ジェーンのテーマ）」 |      |            |
| 28. | 「戦士の口笛（ブーメランのテーマ）」                  |      |            |
| 29. | 「緊張の一瞬（レディハーケンのテーマ）」              |      |            |
| 30. | 「不安から焦燥へ」                                    |      |            |
| 31. | 「ロディの仲間たち」                                  |      |            |
| 32. | 「星の海へ」                                          |      |            |
| 33. | 「バトル・マザー」                                    |      |            |
| 34. | 「バトル・ジーク」                                    |      |            |
| 35. | 「ナイトクォーターズ」                                |      |            |
| 36. | 「荒野の果てへ 〜新たなる旅路へ〜」                   |      |            |

#### ワイルドアームズ Complete Tracks
CD2枚組、全79曲。「ワイルドアームズ」発売10周年を記念して発売された、サウンドトラック完全版。「ワイルドアームズ オリジナル・サウンドトラック」に収録されているものも含め、ゲーム中で使われている全ての楽曲が収録されている。
| #   | タイトル                           | 作詞 | 作曲・編曲 |
| --- | ---------------------------------- | ---- | ---------- |
| 1.  | 「荒野の果てへ」                   |      |            |
| 2.  | 「希望」                           |      |            |
| 3.  | 「冷たい闇（ダンジョン）」         |      |            |
| 4.  | 「闇にうごめくもの」               |      |            |
| 5.  | 「Battle M-BOSS」                  |      |            |
| 6.  | 「Win!」                           |      |            |
| 7.  | 「排他の兆し」                     |      |            |
| 8.  | 「世界にひとりぼっち」             |      |            |
| 9.  | 「巫女よ…」                        |      |            |
| 10. | 「修道院」                         |      |            |
| 11. | 「迷いの路」                       |      |            |
| 12. | 「一攫千金!（ザックのテーマ）」    |      |            |
| 13. | 「勇気（ダンジョン）」             |      |            |
| 14. | 「クリティカル・ヒット!」          |      |            |
| 15. | 「逃げる場合」                     |      |            |
| 16. | 「驚愕」                           |      |            |
| 17. | 「禁忌の語り部」                   |      |            |
| 18. | 「アーデルハイド城」               |      |            |
| 19. | 「古代文明博覧会」                 |      |            |
| 20. | 「空が、割れる」                   |      |            |
| 21. | 「悲鳴を上げる世界」               |      |            |
| 22. | 「劫火を背にして」                 |      |            |
| 23. | 「不安から焦燥へ」                 |      |            |
| 24. | 「強襲の切先」                     |      |            |
| 25. | 「Power Fighter」                  |      |            |
| 26. | 「敗退」                           |      |            |
| 27. | 「後退」                           |      |            |
| 28. | 「破壊と喧騒のあとに」             |      |            |
| 29. | 「哀しみ断ち切って」               |      |            |
| 30. | 「葬列」                           |      |            |
| 31. | 「WILD ARMS」                      |      |            |
| 32. | 「荒野の渡り鳥（ロディのテーマ）」 |      |            |
| 33. | 「渡り鳥が集う水辺」               |      |            |
| 34. | 「宿屋」                           |      |            |
| 35. | 「世界を支える力」                 |      |            |
| 36. | 「ナイトクォーターズ」             |      |            |
| 37. | 「胸の奥に刻まれた傷」             |      |            |
| 38. | 「炎の城（プロローグ・1）」        |      |            |
| 39. | 「慟哭と約束（プロローグ・2）」    |      |            |

| #   | タイトル                                             | 作詞 | 作曲・編曲 |
| --- | ---------------------------------------------------- | ---- | ---------- |
| 1.  | 「いにしえの祠」                                     |      |            |
| 2.  | 「エルゥの村」                                       |      |            |
| 3.  | 「破滅への煽動」                                     |      |            |
| 4.  | 「キシュムの炎」                                     |      |            |
| 5.  | 「街」                                               |      |            |
| 6.  | 「罠に堕ちて」                                       |      |            |
| 7.  | 「子供だなんて思ったらお嬢様?!（ジェーンのテーマ）」 |      |            |
| 8.  | 「緊張の一瞬（レディハーケンのテーマ）」             |      |            |
| 9.  | 「海上の偽装結婚式」                                 |      |            |
| 10. | 「あれれ?（ゼットのテーマ）」                        |      |            |
| 11. | 「探し物は長閑な海辺に」                             |      |            |
| 12. | 「荒波を越えて（バーソロミューのテーマ）」           |      |            |
| 13. | 「突然」                                             |      |            |
| 14. | 「戦士の口笛（ブーメランのテーマ）」                 |      |            |
| 15. | 「暗黒の聖母」                                       |      |            |
| 16. | 「滅びの賛歌」                                       |      |            |
| 17. | 「崩壊」                                             |      |            |
| 18. | 「ロディの仲間たち」                                 |      |            |
| 19. | 「孤高の世界」                                       |      |            |
| 20. | 「さみしい過去の夢」                                 |      |            |
| 21. | 「あいのきせき」                                     |      |            |
| 22. | 「空を駆る鳥（エマのテーマ）」                       |      |            |
| 23. | 「走れ亜精霊」                                       |      |            |
| 24. | 「きぼうのかけら、復活」                             |      |            |
| 25. | 「天を突く魔塔」                                     |      |            |
| 26. | 「影狼のバラード」                                   |      |            |
| 27. | 「新しい月 〜マルドゥーク〜」                        |      |            |
| 28. | 「Battle MOTHER」                                    |      |            |
| 29. | 「帰路」                                             |      |            |
| 30. | 「星の海へ」                                         |      |            |
| 31. | 「Battle ZEIK」                                      |      |            |
| 32. | 「灰燼に帰す」                                       |      |            |
| 33. | 「『アースガルズはがんばったもんね』」               |      |            |
| 34. | 「ここからはじまるプロローグ」                       |      |            |
| 35. | 「旅立ちの朝」                                       |      |            |
| 36. | 「姫巫女の想い」                                     |      |            |
| 37. | 「旅は道連れ」                                       |      |            |
| 38. | 「荒野の果てへ 〜新たなる旅路へ〜」                  |      |            |
| 39. | 「青空に誓って」                                     |      |            |
| 40. | 「戦鬼」                                             |      |            |

### ドラマCD
ドラマCD ワイルドアームズ